# Sony Xperia tipo
El Sony Xperia tipo es un teléfono inteligente de gama baja desarrollado por Sony Mobile Communications, formando parte de la serie Xperia. Tuvo un lanzamiento mundial en agosto de 2012.

## Características

### Redes
- 2G GSM 850/900/1800/1900
- 3G UMTS HSPA 900, 2100 (Global excepto América)
- 3G UMTS HSDPA 850/1900/2100 (América)

### Dimensiones
- 103x57x13 mm (4.06x2.24x0.51")
- 99.4 g (3.49 oz)

### Pantalla
- TFT Pantalla táctil capacitativa, 256 mil colores
- 320x480 px, 3.2" (180 ppi)

### Sonido
- 3.5mm entrada jack
- Altavoz trasero

### Almacenamiento
- microSD (hasta 32 GB)
- Memoria interna de 2.9 GB (2.5 GB disponible)

### Conexiones
- GPRS - 86 kbit/s
- EDGE - 237 kbit/s
- HSDPA - 7.2 Mbit/s
- HSUPA - 5.76 Mbit/s
- WLAN Wi-Fi - 802.11 b/g/n, Wi-Fi hotspot
- GPS - aGPS
- Bluetooth - v2.1 (A2DP)
- USB - microUSB v2.0

### Cámara
- 3.2 megapixeles (2048x1536)
- Geo-etiquetado
- Video VGA

### Procesamiento
- Chipset Qualcomm Snapdragon MSM7225AA
- CPU - 800 MHz Cortex-A5
- GPU - Adreno 200
- RAM - 512 MB/ 404 MB disponibles

### Sensores
- Acelerómetro
- Proximidad

### Batería
- Li-Ion - 1500 mAh

## Software
El Sony Xperia tipo trabaja con la versión 4.0.4 (Ice Cream Sandwich) del sistema operativo Android e incluye la tecnología de filtro de sonido xLOUD de Sony. Al igual que el Xperia miro, este móvil es capaz de reproducir videojuegos en 3D y con sensibilidad al movimiento. Permite también a los usuarios poder acceder a contenidos de música y video ilimitados al conectarse al servicio Sony Entertainment Network.

## Diponibilidad

### Lanzamiento
El Sony Xperia tipo fue anunciado simultáneamente junto con el Sony Xperia miro el 13 de junio de 2012 y fue lanzado para todo el mundo en agosto de 2012. Está disponible en cuatro colores diferentes, Negro clásico, Blanco clásico, Rojo intenso y Azul marino.

### Xperia tipo dual
Hay una versión diferente de este móvil llamado Xperia tipo dual, aunque en apariencia idéntico, el dual tiene la característica de poder almacenar dos tarjetas SIM, teniendo así la posibilidad de intercambiar entre la señal de un operador telefónico y otro con solo presionar un botón.